# Arvīds Jurgens
Karlis Arvīds Jurgens (27. května 1905 Riga – 17. prosince 1955 Montréal) byl lotyšský sportovec, který reprezentoval svoji vlast ve fotbalu, basketbalu, ledním hokeji a bandy.
Ve fotbale byl brankářem. Chytal za RFK Riga, s nimž vyhrál nejvyšší lotyšskou soutěž v letech 1924, 1925 a 1926. V sezóně 1928/29 působil v rakouském FK Austria Vídeň (byl prvním lotyšským fotbalistou, který získal zahraniční angažmá). Po návratu do vlasti hrál za kluby Riga Vanderer a ASK Riga, s nímž získal v roce 1932 další titul. Za lotyšskou reprezentaci odehrál 38 mezistátních zápasů, zúčastnil se olympiády 1924, kde Lotyši vypadli ve druhém kole s domácí Francií. V roce 1928 vyhrál s lotyšskou reprezentací Baltský pohár.
Při pobytu v Rakousku se seznámil s ledním hokejem a stal se jeho průkopníkem v Lotyšsku. V hokeji hrál na pozici útočníka. Získal s ASK Riga v letech 1933 až 1937 pět mistrovských titulů. S lotyšskou hokejovou reprezentací se zúčastnil mistrovství Evropy v ledním hokeji 1932, mistrovství světa v ledním hokeji 1933, mistrovství světa v ledním hokeji 1935 a Zimních olympijských her 1936.
V roce 1925 se stal basketbalovým mistrem Lotyšska s týmem RFK. V bandy získal domácí titul v letech 1924, 1927 a 1931.
Po ukončení kariéry se stal rozhodčím a funkcionářem, jako první Lotyš řídil utkání světového hokejového šampionátu. Na konci druhé světové války odešel do exilu, žil v Německu a Kanadě. Byl předsedou lotyšského sportovního klubu v Montréalu.